# Xysticus marmoratus
Xysticus marmoratus is een spinnensoort uit de familie van de krabspinnen (Thomisidae).
De wetenschappelijke naam van de soort werd in 1875 gepubliceerd door Tord Tamerlan Teodor Thorell.

## Synoniemen
- Xysticus embriki Kolosváry, 1935[2]
- Xysticus gymnocephalus Strand, 1915[2]